# フランシスコ・マルト
フランシスコ・デ・ジェスス・マルト（ポルトガル語: Francisco de Jesus Marto、1908年6月11日 - 1919年4月4日）は、ポルトガルの聖人、ファティマの聖母の目撃者の1人。

## 生涯
父マヌエル、母オリンピア・ジェススの間に生まれた。羊を放牧している間、1916年にファティマの近くで妹のジャシンタといとこのルシア・ドス・サントスと一緒に聖母マリアが3回現れたと言われている（ファティマの聖母）。1917年5月13日から10月13日まで、3人の子供たちはファティマ近くのコヴァ・ダ・イリアで毎月13日（子供たちが誘拐された8月を除く）にマリアの出現を見た。フランシスコの話によると、彼は聖母マリアの出現を見たが、話すのを聞いたことはなかったという。
1918年12月、スペイン風邪に罹患し、翌1919年4月4日に10歳で死去した。1952年3月13日、遺骨ははファティマのロザリオ教会に移された。
2000年5月13日に教皇ヨハネ・パウロ2世によって列福された。祝祭日は2月20日である。2017年5月13日、ファティマの聖母出現100周年を記念して教皇フランシスコによって列聖された。